# Tým sjednoceného Německa na Letních olympijských hrách 1964
Německo na Letních olympijských hrách v roce 1964 v japonském Tokiu reprezentovala výprava 337 sportovců (275 mužů a 62 žen) v 19 sportech. Šlo o poslední společnou reprezentaci Západního a Východního Německa před jejich sjednocením.

## Medailisté
| Medaile | Jméno | Sport                | Soutěž                                |
| ------- | --- | -------------------- | ------------------------------------- |
| Zlato   | Karin Balzerová | Atletika             | Ženy 80 metrů překážek                |
| Zlato   | Jürgen Eschert | Kanoistika           | Muži C-1 1000 m                       |
| Zlato   | Ingrid Krämerová | Skoky do vody        | Ženy prkno 3 m                        |
| Zlato   | Willi Holdorf | Atletika             | Muži desetiboj                        |
| Zlato   | Wilhelm Kuhweide | Jachting             | Třída Finn                            |
| Zlato   | Roswitha Esser Annemarie Zimmermann | Kanoistika           | Ženy K-2 500 m                        |
| Zlato   | Hermann Schridde Kurt Jarasinski Hans Günter Winkler                                                                                                  | Jezdectví            | Parkurové skákání - družstvo          |
| Zlato   | Harry Boldt Reiner Klimke Josef Neckermann | Jezdectví            | Drezura - družstvo                    |
| Zlato   | Ernst Streng Lothar Claesges Karlheinz Henrichs Karl Link                                                                                             | Cyklistika           | Družstvo mužů 4000 m stíhací závod    |
| Zlato   | Peter Neusel Bernhard Britting Joachim Werner Egbert Hirschfelder Jürgen Oelke                                                                        | Veslování            | Muži čtyřka s kormidelníkem           |
| Stříbro | Emil Schulz | Box                  | Muži do 75 kg                         |
| Stříbro | Hans Huber | Box                  | Muži do 81 kg                         |
| Stříbro | Birgit Radochla | Sportovní gymnastika | Ženy přeskok                          |
| Stříbro | Harry Boldt | Jezdectví            | Drezura - jednotlivci                 |
| Stříbro | Ingrid Krämerová | Skoky do vody        | Ženy věž 10 m                         |
| Stříbro | Renate Garischová-Culmbergerová | Atletika             | Ženy vrh koulí                        |
| Stříbro | Achim Hill | Veslování            | Muži skif                             |
| Stříbro | Wolfgang Hofmann | Judo                 | Muži do 80 kg                         |
| Stříbro | Dieter Lindner | Atletika             | Muži chůze na 20 km                   |
| Stříbro | Ingrid Lotzová | Atletika             | Ženy hod diskem                       |
| Stříbro | Helga Meesová | Šerm                 | Ženy fleret                           |
| Stříbro | Harald Norpoth | Atletika             | Muži běh na 5000 m                    |
| Stříbro | Wolfgang Reinhardt | Atletika             | Muži skok o tyči                      |
| Stříbro | Klaus Rost | Zápas                | muži, volný styl do 70 kg             |
| Stříbro | Hermann Schridde | Jezdectví            | Parkurové skákání - jednotlivci       |
| Stříbro | Frank Wiegand | Plavání              | Ženy běh na 400 m volný způsob        |
| Stříbro | Peter Ahrendt Wilfried Lorenz Ulrich Mense | Jachting             | Třída Dragon                          |
| Stříbro | Horst Löffler Frank Wiegand Uwe Jacobsen Hans-Joachim Klein                                                                                           | Plavání              | Muži štafeta 4 x 100 m volný způsob   |
| Stříbro | Horst-Günter Gregor Gerhard Hetz Frank Wiegand Hans-Joachim Klein                                                                                     | Plavání              | Muži štafeta 4 x 200 m volný způsob   |
| Stříbro | Ernst-Joachim Küppers Egon Henninger Horst-Günter Gregor Hans-Joachim Klein                                                                           | Plavání              | Muži štafeta 4 x 100 m polohový závod |
| Stříbro | Günter Perleberg Bernhard Schulze Friedhelm Wentzke Holger Zander                                                                                     | Kanoistika           | Muži K-4 1000 m                       |
| Stříbro | Klaus Aeffke Klaus Bittner Karl-Heinrich von Groddeck Hans-Jürgen Wallbrecht Klaus Behrens Jürgen Schröder Jürgen Plagemann Horst Meyer Thomas Ahrens | Veslování            | Muži osmiveslice                      |
| Bronz   | Uwe Beyer | Atletika             | Muži hod kladivem                     |
| Bronz   | Heinz Schulz | Box                  | Muži do 57 kg                         |
| Bronz   | Siegfried Fülle Philipp Fürst Günther Lyhs Erwin Koppe Klaus Köste Peter Weber                                                                        | Sportovní gymnastika | Družstvo mužů                         |
| Bronz   | Wilfried Dietrich | Zápas                | muži, řecko-římský nad 97 kg          |
| Bronz   | Lothar Metz | Zápas                | muži, řecko-římský do 87 kg           |
| Bronz   | Klaus Glahn | Judo                 | Muži bez rozdílu vah                  |
| Bronz   | Gerhard Hetz | Plavání              | Muži 400 m polohový závod             |
| Bronz   | Heinz Kiehl | Zápas                | muži, řecko-římský do 97 kg           |
| Bronz   | Hans-Joachim Klein | Plavání              | Muži 100 m volný způsob               |
| Bronz   | Klaus Lehnertz | Atletika             | Muži skok o tyči                      |
| Bronz   | Fritz Ligges | Jezdectví            | Jezdecká všestrannost - jednotlivci   |
| Bronz   | Hans-Joachim Walde | Atletika             | Muži desetiboj                        |
| Bronz   | Michael Schwan Wolfgang Hottenrott | Veslování            | Muži dvojka bez kormidelníka          |
| Bronz   | Willi Fuggerer Klaus Kobusch | Cyklistika           | Muži 2000 m tandem                    |
| Bronz   | Heinz Büker Holger Zander | Kanoistika           | Muži K-2 1000 m                       |
| Bronz   | Fritz Ligges Horst Karsten Gerhard Schulz | Jezdectví            | Jezdecká všestrannost - družstvo      |
| Bronz   | Heidi Schmidová Helga Meesová Rosemarie Scherberger Gudrun Theuerkauff                                                                                | Šerm                 | Družstvo žen fleret                   |